# Temporada 2007 de Fórmula 1
La temporada 2007 de Fórmula 1 fue la 58.ª temporada del Campeonato Mundial de Fórmula 1 de la FIA. Se adjudicaron puntos a los ocho primeros lugares (10, 8, 6, 5, 4, 3, 2, 1), sin limitaciones de máximo de carreras computables. Esta temporada estuvo marcada por el fin del Acuerdo de la Concordia entre los equipos de constructores, la FIA y Bernie Ecclestone.
Kimi Räikkönen se proclamó campeón del mundo en la última carrera de la temporada tras remontar una desventaja de 17 puntos con respecto al líder del campeonato, Lewis Hamilton, a falta de dos pruebas para la conclusión del campeonato, convirtiéndose así en el segundo piloto en la historia de este deporte en ganar el mundial de pilotos llegando tercero a la cita final, tras Nino Farina en 1950.
El Campeonato de Constructores de este año fue ganado por Ferrari, tras la exclusión de McLaren-Mercedes como consecuencia del caso conocido como Stepneygate.

## Escuderías y pilotos
Los siguientes equipos y pilotos fueron confirmados para la temporada 2007 del campeonato mundial de Fórmula 1 de la FIA. 
| Escudería                   | Chasis      | Chasis         | Motor            | Neu. | N.º | Pilotos              | Siglas | Rondas    | Pilotos de pruebas |
| --------------------------- | ----------- | -------------- | ---------------- | ---- | --- | -------------------- | ------ | --------- | ------------------ |
| Vodafone McLaren Mercedes   | McLaren     | MP4-22         | Mercedes FO 108T | B    | 1   | Fernando Alonso      | ALO    | Todas     |                    |
| Vodafone McLaren Mercedes   | McLaren     | MP4-22         | Mercedes FO 108T | B    | 2   | Lewis Hamilton       | HAM    | Todas     |                    |
| ING Renault F1 Team         | Renault     | R27            | Renault RS27     | B    | 3   | Giancarlo Fisichella | FIS    | Todas     |                    |
| ING Renault F1 Team         | Renault     | R27            | Renault RS27     | B    | 4   | Heikki Kovalainen    | KOV    | Todas     |                    |
| Scuderia Ferrari Marlboro   | Ferrari     | F2007          | Ferrari 056      | B    | 5   | Felipe Massa         | MAS    | Todas     |                    |
| Scuderia Ferrari Marlboro   | Ferrari     | F2007          | Ferrari 056      | B    | 6   | Kimi Räikkönen       | RAI    | Todas     |                    |
| Honda Racing F1 Team        | Honda       | RA107          | Honda RA807E     | B    | 7   | Jenson Button        | BUT    | Todas     | Christian Klien    |
| Honda Racing F1 Team        | Honda       | RA107          | Honda RA807E     | B    | 8   | Rubens Barrichello   | BAR    | Todas     | Christian Klien    |
| BMW Sauber F1 Team          | BMW Sauber  | F1.07          | BMW P86/7        | B    | 9   | Nick Heidfeld        | HEI    | Todas     | Sebastian Vettel   |
| BMW Sauber F1 Team          | BMW Sauber  | F1.07          | BMW P86/7        | B    | 10  | Robert Kubica        | KUB    | 1-6, 8-17 | Sebastian Vettel   |
| BMW Sauber F1 Team          | BMW Sauber  | F1.07          | BMW P86/7        | B    | 10  | Sebastian Vettel     | VET    | 7         | Sebastian Vettel   |
| Panasonic Toyota Racing     | Toyota      | TF107          | Toyota RVX-07    | B    | 11  | Ralf Schumacher      | RSC    | Todas     |                    |
| Panasonic Toyota Racing     | Toyota      | TF107          | Toyota RVX-07    | B    | 12  | Jarno Trulli         | TRU    | Todas     |                    |
| Red Bull Racing             | Red Bull    | RB3            | Renault RS27     | B    | 14  | David Coulthard      | COU    | Todas     |                    |
| Red Bull Racing             | Red Bull    | RB3            | Renault RS27     | B    | 15  | Mark Webber          | WEB    | Todas     |                    |
| AT&T Williams               | Williams    | FW29           | Toyota RVX-07    | B    | 16  | Nico Rosberg         | ROS    | Todas     | Kazuki Nakajima    |
| AT&T Williams               | Williams    | FW29           | Toyota RVX-07    | B    | 17  | Alexander Wurz       | WUR    | 1-16      | Kazuki Nakajima    |
| AT&T Williams               | Williams    | FW29           | Toyota RVX-07    | B    | 17  | Kazuki Nakajima      | NAK    | 17        | Kazuki Nakajima    |
| Scuderia Toro Rosso         | Toro Rosso  | STR2           | Ferrari 056      | B    | 18  | Vitantonio Liuzzi    | LIU    | Todas     |                    |
| Scuderia Toro Rosso         | Toro Rosso  | STR2           | Ferrari 056      | B    | 19  | Scott Speed          | SPE    | 1-10      |                    |
| Scuderia Toro Rosso         | Toro Rosso  | STR2           | Ferrari 056      | B    | 19  | Sebastian Vettel     | VET    | 11-17     |                    |
| Etihad Aldar Spyker F1 Team | Spyker      | F8-VII F8-VIIB | Ferrari 056      | B    | 20  | Adrian Sutil         | SUT    | Todas     |                    |
| Etihad Aldar Spyker F1 Team | Spyker      | F8-VII F8-VIIB | Ferrari 056      | B    | 21  | Christijan Albers    | ALB    | 1-9       |                    |
| Etihad Aldar Spyker F1 Team | Spyker      | F8-VII F8-VIIB | Ferrari 056      | B    | 21  | Markus Winkelhock    | WIN    | 10        |                    |
| Etihad Aldar Spyker F1 Team | Spyker      | F8-VII F8-VIIB | Ferrari 056      | B    | 21  | Sakon Yamamoto       | YAM    | 11-17     |                    |
| Super Aguri F1 Team         | Super Aguri | SA07           | Honda RA807E     | B    | 22  | Takuma Satō          | SAT    | Todas     |                    |
| Super Aguri F1 Team         | Super Aguri | SA07           | Honda RA807E     | B    | 23  | Anthony Davidson     | DAV    | Todas     |                    |

## Cambios

### Cambios generales
- Los motores V8 diseñados para esta temporada serán congelados para la presente y las diez próximas temporadas debido a una normativa de reducción de costes, con lo que no podrán ser evolucionados más, salvo futuras modificaciones si hay cambios de reglas en cuanto al consumo de los propulsores en un futuro.
- Aunque la FIA planeó que sólo habría un único proveedor de neumáticos en 2008, Michelin ya ha anunciado que no continuará en la competición en 2007, dejando a Bridgestone con el monopolio del sector, aunque no descarta volver en un futuro próximo.
- La duración de los entrenamientos cambia. Las sesiones del viernes durarán 1 hora y media y la del sábado será de 1 hora.

### Carreras
- El Gran Premio de Japón dejó de realizarse en el Circuito de Suzuka, perteneciente a Honda, para realizarse en el recién remodelado circuito de Toyota, Fuji Speedway.
- El Circuito de Imola también se someterá a remodelaciones[13] y al final se quedará fuera de la temporada afirmando que es para que Italia sólo tenga un Gran Premio. La FIA concretó[14] que este gran premio se queda fuera por no cumplir con las normas exigidas.
- El Gran Premio de los Estados Unidos se celebrará[15] de nuevo en el Indianapolis Motor Speedway.
- La Asociación de Pilotos de Gran premio (GPDA) solicitará[16] mejoras de seguridad para el Autodromo Nazionale Monza, en la segunda variante, en Ascari, por la cercanía de los neumáticos de seguridad y la sustitución de las trampas de grava por asfalto.
- A partir de esta temporada, el Gran Premio de Alemania se rotará[17] cada año entre Nürburgring y Hockenheimring. Así fue pactado junto con Bernie Ecclestone, tras hacer desaparecer el Gran Premio de Europa. Sin embargo, Hockenheimring poseía los derechos del Gran Premio de Alemania, y al no llegar a un acuerdo con Nürburgring, este último usaría la denominación de Gran Premio de Europa, no habiendo un Gran Premio de Alemania esta temporada.
- El Gran Premio de Bélgica regresa con el circuito de Circuit de Spa-Francorchamps.

### Cambios de escuderías
- McLaren cambiará su nombre a Vodafone McLaren Mercedes después de firmar un contrato con esa compañía de telecomunicaciones a finales de 2005.
- La marca de British American Tobacco Lucky Strike dejará de ser el principal patrocinador del equipo Honda dejando ese puesto vacante a otro pretendiente.
- Williams cambiará su proveedor de motores de Cosworth a Toyota, con un contrato de tres años.
- Midland F1 ha vendido su escudería al constructor neerlandés Spyker F1 que llegó a un acuerdo firmado con Ferrari para el suministro de motores durante cuatro temporadas.
- Renault sustituye al patrocinador principal del equipo, la tabacalera Mild Seven siguiendo con la normativa europea antitabaco, por el ING Group.
- El grupo Red Bull anunció cambios de motores para sus dos equipos: Red Bull Racing usará propulsores Renault mientras que Toro Rosso hará lo mismo con motores Ferrari.

### Cambios de pilotos
- El campeón del mundo en 2005 y 2006 Fernando Alonso anunció a finales de 2005 su fichaje por McLaren-Mercedes para 2007 después de cinco años en Renault. Por su parte la escudería francesa confirmó a Heikki Kovalainen su sustituto, mientras que Nelson Piquet Jr y Ricardo Zonta serían los pilotos de prueba del equipo.
- Williams F1 anunció que Alexander Wurz, sería uno de los pilotos principales, junto a con Nico Rosberg. Kazuki Nakajima y Narain Karthikeyan serán sus pilotos probadores.
- Red Bull Racing anunció que Mark Webber, procedente de Williams F1, sería el segundo piloto junto a David Coulthard.
- Ferrari anunció a Kimi Räikkönen como nuevo piloto del equipo para esta temporada, después de que Michael Schumacher anunciara su retirada al acabar la temporada anterior. También ha hecho oficial la continuidad de Marc Gené como piloto de pruebas de la escudería italiana junto al italiano Luca Badoer, al igual que las dos últimas temporadas.
- Spyker F1 confirmó a principio de temporada a Christijan Albers y a Adrian Sutil como pilotos oficiales para esta temporada, pero, después del Gran Premio de Gran Bretaña Albers abandonó el equipo por problemas económicos de sus patrocinadores. En su reemplazo llegó el alemán Markus Winkelhock.
- Franck Montagny alcanzó un acuerdo con Toyota Racing para ser el piloto probador del equipo durante la temporada 2007.
- BMW Sauber confirmó que Nick Heidfeld y Robert Kubica serían sus pilotos para esta temporada, mientras que Sebastian Vettel y Timo Glock, serán los pilotos probadores.
- Honda ha llegado a un acuerdo con Christian Klien para ocupar el asiento de pruebas de la escudería japonesa, también le acompañará el británico Mike Conway como piloto de pruebas.
- Super Aguri confirmó a Anthony Davidson como piloto oficial. James Rossiter y Sakon Yamamoto serán los pilotos de pruebas.
- McLaren ha confirmado a Lewis Hamilton como segundo piloto oficial, y a Pedro de la Rosa junto con Gary Paffett como pilotos de pruebas.
- Toro Rosso ha confirmado a Vitantonio Liuzzi como primer piloto oficial y como segundo piloto al estadounidense Scott Speed, pero, después del Gran Premio de Europa de 2007, Scott Speed abandonó Toro Rosso y en su asiento quedó Sebastian Vettel.

## Calendario de presentaciones
| Escudería   | Chasis | Imagen | Fecha         | Lugar       |
| ----------- | ------ | ------ | ------------- | ----------- |
| McLaren     | MP4-22 |        | 15 de enero   | Valencia    |
| Renault     | R27    |        | 24 de enero   | Ámsterdam   |
| Ferrari     | F2007  |        | 14 de enero   | Maranello   |
| Honda       | RA107  |        | 26 de febrero | Londres     |
| BMW Sauber  | F1.07  |        | 16 de enero   | Valencia    |
| Toyota      | TF107  |        | 12 de enero   | Colonia     |
| Red Bull    | RB3    |        | 26 de enero   | Barcelona   |
| Williams    | FW29   |        | 2 de febrero  | Grove       |
| Toro Rosso  | STR2   |        | 13 de febrero | Barcelona   |
| Spyker      | F8-VII |        | 5 de febrero  | Silverstone |
| Super Aguri | SA07   |        | 13 de marzo   | Melbourne   |

## Calendario
| Ronda | Gran Premio                       | Circuito                                           | Fecha            |
| ----- | --------------------------------- | -------------------------------------------------- | ---------------- |
| 1     | Gran Premio de Australia          | Circuito de Albert Park, Melbourne                 | 18 de marzo      |
| 2     | Gran Premio de Malasia            | Circuito Internacional de Sepang, Kuala Lumpur     | 8 de abril       |
| 3     | Gran Premio de Baréin             | Circuito Internacional de Baréin, Sakhir           | 15 de abril      |
| 4     | Gran Premio de España             | Circuito de Barcelona-Cataluña, Montmeló           | 13 de mayo       |
| 5     | Gran Premio de Mónaco             | Circuito de Mónaco, Montecarlo                     | 27 de mayo       |
| 6     | Gran Premio de Canadá             | Circuito Gilles Villeneuve, Montreal               | 10 de junio      |
| 7     | Gran Premio de los Estados Unidos | Indianapolis Motor Speedway, Indianápolis, Indiana | 17 de junio      |
| 8     | Gran Premio de Francia            | Circuito de Nevers Magny-Cours, Magny-Cours        | 1 de julio       |
| 9     | Gran Premio de Gran Bretaña       | Circuito de Silverstone, Silverstone               | 8 de julio       |
| 10    | Gran Premio de Europa             | Nürburgring, Nürburg                               | 22 de julio      |
| 11    | Gran Premio de Hungría            | Hungaroring, Budapest                              | 5 de agosto      |
| 12    | Gran Premio de Turquía            | Circuito de Estambul, Estambul                     | 26 de agosto     |
| 13    | Gran Premio de Italia             | Autodromo Nazionale Monza, Monza                   | 9 de septiembre  |
| 14    | Gran Premio de Bélgica            | Circuito de Spa-Francorchamps, Spa                 | 16 de septiembre |
| 15    | Gran Premio de Japón              | Fuji Speedway                                      | 30 de septiembre |
| 16    | Gran Premio de China              | Circuito de Shanghái, Shanghái                     | 7 de octubre     |
| 17    | Gran Premio de Brasil             | Autódromo José Carlos Pace, São Paulo              | 21 de octubre    |

## Resultados
| Ronda | Fecha                     | Gran Premio | Mapa del Circuito    | Resultados      | Resultados      | Resultados        | Resultados      |
| ----- | ------------------------- | --- | -------------------- | --------------- | --------------- | ----------------- | --------------- |
| 1     | 16, 17 y 18 de marzo      | Gran Premio de Australia Circuito de Albert Park Longitud: 307,574 km Vueltas: 58 Ganador 2006: Fernando Alonso, Renault                 |                      | Libres 1        | Fernando Alonso | Ganador           | Kimi Räikkönen  |
| 1     | 16, 17 y 18 de marzo      | Gran Premio de Australia Circuito de Albert Park Longitud: 307,574 km Vueltas: 58 Ganador 2006: Fernando Alonso, Renault                 | Libres 2             | Felipe Massa    | 2.do puesto     | Fernando Alonso   |                 |
| 1     | 16, 17 y 18 de marzo      | Gran Premio de Australia Circuito de Albert Park Longitud: 307,574 km Vueltas: 58 Ganador 2006: Fernando Alonso, Renault                 | Libres 3             | Kimi Räikkönen  | 3.er puesto     | Lewis Hamilton    |                 |
| 1     | 16, 17 y 18 de marzo      | Gran Premio de Australia Circuito de Albert Park Longitud: 307,574 km Vueltas: 58 Ganador 2006: Fernando Alonso, Renault                 | Pole position        | Kimi Räikkönen  | Vuelta rápida   | Kimi Räikkönen    |                 |
| 1     | 16, 17 y 18 de marzo      | Gran Premio de Australia Circuito de Albert Park Longitud: 307,574 km Vueltas: 58 Ganador 2006: Fernando Alonso, Renault                 | Resultados completos |                 |                 |                   |                 |
| 2     | 6, 7 y 8 de abril         | Gran Premio de Malasia Circuito de Sepang Longitud: 310,408 km Vueltas: 56 Ganador 2006: Giancarlo Fisichella, Renault                   |                      | Libres 1        | Felipe Massa    | Ganador           | Fernando Alonso |
| 2     | 6, 7 y 8 de abril         | Gran Premio de Malasia Circuito de Sepang Longitud: 310,408 km Vueltas: 56 Ganador 2006: Giancarlo Fisichella, Renault                   | Libres 2             | Felipe Massa    | 2.do puesto     | Lewis Hamilton    |                 |
| 2     | 6, 7 y 8 de abril         | Gran Premio de Malasia Circuito de Sepang Longitud: 310,408 km Vueltas: 56 Ganador 2006: Giancarlo Fisichella, Renault                   | Libres 3             | Lewis Hamilton  | 3.er puesto     | Kimi Räikkönen    |                 |
| 2     | 6, 7 y 8 de abril         | Gran Premio de Malasia Circuito de Sepang Longitud: 310,408 km Vueltas: 56 Ganador 2006: Giancarlo Fisichella, Renault                   | Pole position        | Felipe Massa    | Vuelta rápida   | Lewis Hamilton    |                 |
| 2     | 6, 7 y 8 de abril         | Gran Premio de Malasia Circuito de Sepang Longitud: 310,408 km Vueltas: 56 Ganador 2006: Giancarlo Fisichella, Renault                   | Resultados completos |                 |                 |                   |                 |
| 3     | 13, 14 y 15 de abril      | Gran Premio de Baréin Circuito de Sahkir Longitud: 308,405 km Vueltas: 57 Ganador 2006: Fernando Alonso, Renault                         |                      | Libres 1        | Kimi Räikkönen  | Ganador           | Felipe Massa    |
| 3     | 13, 14 y 15 de abril      | Gran Premio de Baréin Circuito de Sahkir Longitud: 308,405 km Vueltas: 57 Ganador 2006: Fernando Alonso, Renault                         | Libres 2             | Kimi Räikkönen  | 2.do puesto     | Lewis Hamilton    |                 |
| 3     | 13, 14 y 15 de abril      | Gran Premio de Baréin Circuito de Sahkir Longitud: 308,405 km Vueltas: 57 Ganador 2006: Fernando Alonso, Renault                         | Libres 3             | Lewis Hamilton  | 3.er puesto     | Kimi Räikkönen    |                 |
| 3     | 13, 14 y 15 de abril      | Gran Premio de Baréin Circuito de Sahkir Longitud: 308,405 km Vueltas: 57 Ganador 2006: Fernando Alonso, Renault                         | Pole position        | Felipe Massa    | Vuelta rápida   | Felipe Massa      |                 |
| 3     | 13, 14 y 15 de abril      | Gran Premio de Baréin Circuito de Sahkir Longitud: 308,405 km Vueltas: 57 Ganador 2006: Fernando Alonso, Renault                         | Resultados completos |                 |                 |                   |                 |
| 4     | 11, 12 y 13 de mayo       | Gran Premio de España Circuito de Cataluña Longitud: 307,104 km Vueltas: 66 Ganador 2006: Fernando Alonso, Renault                       |                      | Libres 1        | Lewis Hamilton  | Ganador           | Felipe Massa    |
| 4     | 11, 12 y 13 de mayo       | Gran Premio de España Circuito de Cataluña Longitud: 307,104 km Vueltas: 66 Ganador 2006: Fernando Alonso, Renault                       | Libres 2             | Fernando Alonso | 2.do puesto     | Lewis Hamilton    |                 |
| 4     | 11, 12 y 13 de mayo       | Gran Premio de España Circuito de Cataluña Longitud: 307,104 km Vueltas: 66 Ganador 2006: Fernando Alonso, Renault                       | Libres 3             | Lewis Hamilton  | 3.er puesto     | Fernando Alonso   |                 |
| 4     | 11, 12 y 13 de mayo       | Gran Premio de España Circuito de Cataluña Longitud: 307,104 km Vueltas: 66 Ganador 2006: Fernando Alonso, Renault                       | Pole position        | Felipe Massa    | Vuelta rápida   | Felipe Massa      |                 |
| 4     | 11, 12 y 13 de mayo       | Gran Premio de España Circuito de Cataluña Longitud: 307,104 km Vueltas: 66 Ganador 2006: Fernando Alonso, Renault                       | Resultados completos |                 |                 |                   |                 |
| 5     | 25, 26 y 27 de mayo       | Gran Premio de Mónaco Circuito de Monte Carlo Longitud: 260,520 km Vueltas: 78 Ganador 2006: Fernando Alonso, Renault                    |                      | Libres 1        | Fernando Alonso | Ganador           | Fernando Alonso |
| 5     | 25, 26 y 27 de mayo       | Gran Premio de Mónaco Circuito de Monte Carlo Longitud: 260,520 km Vueltas: 78 Ganador 2006: Fernando Alonso, Renault                    | Libres 2             | Fernando Alonso | 2.do puesto     | Lewis Hamilton    |                 |
| 5     | 25, 26 y 27 de mayo       | Gran Premio de Mónaco Circuito de Monte Carlo Longitud: 260,520 km Vueltas: 78 Ganador 2006: Fernando Alonso, Renault                    | Libres 3             | Adrian Sutil    | 3.er puesto     | Felipe Massa      |                 |
| 5     | 25, 26 y 27 de mayo       | Gran Premio de Mónaco Circuito de Monte Carlo Longitud: 260,520 km Vueltas: 78 Ganador 2006: Fernando Alonso, Renault                    | Pole position        | Fernando Alonso | Vuelta rápida   | Fernando Alonso   |                 |
| 5     | 25, 26 y 27 de mayo       | Gran Premio de Mónaco Circuito de Monte Carlo Longitud: 260,520 km Vueltas: 78 Ganador 2006: Fernando Alonso, Renault                    | Resultados completos |                 |                 |                   |                 |
| 6     | 8, 9 y 10 de junio        | Gran Premio de Canadá Circuito Gilles Villeneuve Longitud: 305,270 km Vueltas: 70 Ganador 2006: Fernando Alonso, Renault                 |                      | Libres 1        | Fernando Alonso | Ganador           | Lewis Hamilton  |
| 6     | 8, 9 y 10 de junio        | Gran Premio de Canadá Circuito Gilles Villeneuve Longitud: 305,270 km Vueltas: 70 Ganador 2006: Fernando Alonso, Renault                 | Libres 2             | Fernando Alonso | 2.do puesto     | Nick Heidfeld     |                 |
| 6     | 8, 9 y 10 de junio        | Gran Premio de Canadá Circuito Gilles Villeneuve Longitud: 305,270 km Vueltas: 70 Ganador 2006: Fernando Alonso, Renault                 | Libres 3             | Lewis Hamilton  | 3.er puesto     | Alexander Wurz    |                 |
| 6     | 8, 9 y 10 de junio        | Gran Premio de Canadá Circuito Gilles Villeneuve Longitud: 305,270 km Vueltas: 70 Ganador 2006: Fernando Alonso, Renault                 | Pole position        | Lewis Hamilton  | Vuelta rápida   | Fernando Alonso   |                 |
| 6     | 8, 9 y 10 de junio        | Gran Premio de Canadá Circuito Gilles Villeneuve Longitud: 305,270 km Vueltas: 70 Ganador 2006: Fernando Alonso, Renault                 | Resultados completos |                 |                 |                   |                 |
| 7     | 15, 16 y 17 de junio      | Gran Premio de los Estados Unidos Indianapolis Motor Speedway Longitud: 306,016 km Vueltas: 73 Ganador 2006: Michael Schumacher, Ferrari |                      | Libres 1        | Fernando Alonso | Ganador           | Lewis Hamilton  |
| 7     | 15, 16 y 17 de junio      | Gran Premio de los Estados Unidos Indianapolis Motor Speedway Longitud: 306,016 km Vueltas: 73 Ganador 2006: Michael Schumacher, Ferrari | Libres 2             | Fernando Alonso | 2.do puesto     | Fernando Alonso   |                 |
| 7     | 15, 16 y 17 de junio      | Gran Premio de los Estados Unidos Indianapolis Motor Speedway Longitud: 306,016 km Vueltas: 73 Ganador 2006: Michael Schumacher, Ferrari | Libres 3             | Fernando Alonso | 3.er puesto     | Felipe Massa      |                 |
| 7     | 15, 16 y 17 de junio      | Gran Premio de los Estados Unidos Indianapolis Motor Speedway Longitud: 306,016 km Vueltas: 73 Ganador 2006: Michael Schumacher, Ferrari | Pole position        | Lewis Hamilton  | Vuelta rápida   | Kimi Räikkönen    |                 |
| 7     | 15, 16 y 17 de junio      | Gran Premio de los Estados Unidos Indianapolis Motor Speedway Longitud: 306,016 km Vueltas: 73 Ganador 2006: Michael Schumacher, Ferrari | Resultados completos |                 |                 |                   |                 |
| 8     | 29, 30 y 1 de julio       | Gran Premio de Francia Circuito de Nevers Magny-Cours Longitud: 308,586 km Vueltas: 70 Ganador 2006: Michael Schumacher, Ferrari         |                      | Libres 1        | Kimi Räikkönen  | Ganador           | Kimi Räikkönen  |
| 8     | 29, 30 y 1 de julio       | Gran Premio de Francia Circuito de Nevers Magny-Cours Longitud: 308,586 km Vueltas: 70 Ganador 2006: Michael Schumacher, Ferrari         | Libres 2             | Felipe Massa    | 2.do puesto     | Felipe Massa      |                 |
| 8     | 29, 30 y 1 de julio       | Gran Premio de Francia Circuito de Nevers Magny-Cours Longitud: 308,586 km Vueltas: 70 Ganador 2006: Michael Schumacher, Ferrari         | Libres 3             | Lewis Hamilton  | 3.er puesto     | Lewis Hamilton    |                 |
| 8     | 29, 30 y 1 de julio       | Gran Premio de Francia Circuito de Nevers Magny-Cours Longitud: 308,586 km Vueltas: 70 Ganador 2006: Michael Schumacher, Ferrari         | Pole position        | Felipe Massa    | Vuelta rápida   | Felipe Massa      |                 |
| 8     | 29, 30 y 1 de julio       | Gran Premio de Francia Circuito de Nevers Magny-Cours Longitud: 308,586 km Vueltas: 70 Ganador 2006: Michael Schumacher, Ferrari         | Resultados completos |                 |                 |                   |                 |
| 9     | 6, 7 y 8 de julio         | Gran Premio de Gran Bretaña Circuito de Silverstone Longitud: 303,216 km Vueltas: 59 Ganador 2006: Fernando Alonso, Renault              |                      | Libres 1        | Lewis Hamilton  | Ganador           | Kimi Räikkönen  |
| 9     | 6, 7 y 8 de julio         | Gran Premio de Gran Bretaña Circuito de Silverstone Longitud: 303,216 km Vueltas: 59 Ganador 2006: Fernando Alonso, Renault              | Libres 2             | Kimi Räikkönen  | 2.do puesto     | Fernando Alonso   |                 |
| 9     | 6, 7 y 8 de julio         | Gran Premio de Gran Bretaña Circuito de Silverstone Longitud: 303,216 km Vueltas: 59 Ganador 2006: Fernando Alonso, Renault              | Libres 3             | Felipe Massa    | 3.er puesto     | Lewis Hamilton    |                 |
| 9     | 6, 7 y 8 de julio         | Gran Premio de Gran Bretaña Circuito de Silverstone Longitud: 303,216 km Vueltas: 59 Ganador 2006: Fernando Alonso, Renault              | Pole position        | Lewis Hamilton  | Vuelta rápida   | Kimi Räikkönen    |                 |
| 9     | 6, 7 y 8 de julio         | Gran Premio de Gran Bretaña Circuito de Silverstone Longitud: 303,216 km Vueltas: 59 Ganador 2006: Fernando Alonso, Renault              | Resultados completos |                 |                 |                   |                 |
| 10    | 20, 21 y 22 de julio      | Gran Premio de Europa Nürburgring Longitud: 308,883 km Vueltas: 57 Ganador 2006: Michael Schumacher, Ferrari                             |                      | Libres 1        | Lewis Hamilton  | Ganador           | Fernando Alonso |
| 10    | 20, 21 y 22 de julio      | Gran Premio de Europa Nürburgring Longitud: 308,883 km Vueltas: 57 Ganador 2006: Michael Schumacher, Ferrari                             | Libres 2             | Kimi Räikkönen  | 2.do puesto     | Felipe Massa      |                 |
| 10    | 20, 21 y 22 de julio      | Gran Premio de Europa Nürburgring Longitud: 308,883 km Vueltas: 57 Ganador 2006: Michael Schumacher, Ferrari                             | Libres 3             | Kimi Räikkönen  | 3.er puesto     | Mark Webber       |                 |
| 10    | 20, 21 y 22 de julio      | Gran Premio de Europa Nürburgring Longitud: 308,883 km Vueltas: 57 Ganador 2006: Michael Schumacher, Ferrari                             | Pole position        | Kimi Räikkönen  | Vuelta rápida   | Felipe Massa      |                 |
| 10    | 20, 21 y 22 de julio      | Gran Premio de Europa Nürburgring Longitud: 308,883 km Vueltas: 57 Ganador 2006: Michael Schumacher, Ferrari                             | Resultados completos |                 |                 |                   |                 |
| 11    | 3, 4 y 5 de agosto        | Gran Premio de Hungría Circuito de Hungaroring Longitud: 306,660 km Vueltas: 70 Ganador 2006: Jenson Button, Honda                       |                      | Libres 1        | Robert Kubica   | Ganador           | Lewis Hamilton  |
| 11    | 3, 4 y 5 de agosto        | Gran Premio de Hungría Circuito de Hungaroring Longitud: 306,660 km Vueltas: 70 Ganador 2006: Jenson Button, Honda                       | Libres 2             | Fernando Alonso | 2.do puesto     | Kimi Räikkönen    |                 |
| 11    | 3, 4 y 5 de agosto        | Gran Premio de Hungría Circuito de Hungaroring Longitud: 306,660 km Vueltas: 70 Ganador 2006: Jenson Button, Honda                       | Libres 3             | Felipe Massa    | 3.er puesto     | Nick Heidfeld     |                 |
| 11    | 3, 4 y 5 de agosto        | Gran Premio de Hungría Circuito de Hungaroring Longitud: 306,660 km Vueltas: 70 Ganador 2006: Jenson Button, Honda                       | Pole position        | Lewis Hamilton  | Vuelta rápida   | Kimi Räikkönen    |                 |
| 11    | 3, 4 y 5 de agosto        | Gran Premio de Hungría Circuito de Hungaroring Longitud: 306,660 km Vueltas: 70 Ganador 2006: Jenson Button, Honda                       | Resultados completos |                 |                 |                   |                 |
| 12    | 24, 25 y 26 de agosto     | Gran Premio de Turquía Circuito de Estambul Longitud: 309,720 km Vueltas: 58 Ganador 2006: Felipe Massa, Ferrari                         |                      | Libres 1        | Kimi Räikkönen  | Ganador           | Felipe Massa    |
| 12    | 24, 25 y 26 de agosto     | Gran Premio de Turquía Circuito de Estambul Longitud: 309,720 km Vueltas: 58 Ganador 2006: Felipe Massa, Ferrari                         | Libres 2             | Lewis Hamilton  | 2.do puesto     | Kimi Räikkönen    |                 |
| 12    | 24, 25 y 26 de agosto     | Gran Premio de Turquía Circuito de Estambul Longitud: 309,720 km Vueltas: 58 Ganador 2006: Felipe Massa, Ferrari                         | Libres 3             | Lewis Hamilton  | 3.er puesto     | Fernando Alonso   |                 |
| 12    | 24, 25 y 26 de agosto     | Gran Premio de Turquía Circuito de Estambul Longitud: 309,720 km Vueltas: 58 Ganador 2006: Felipe Massa, Ferrari                         | Pole position        | Felipe Massa    | Vuelta rápida   | Kimi Räikkönen    |                 |
| 12    | 24, 25 y 26 de agosto     | Gran Premio de Turquía Circuito de Estambul Longitud: 309,720 km Vueltas: 58 Ganador 2006: Felipe Massa, Ferrari                         | Resultados completos |                 |                 |                   |                 |
| 13    | 7, 8 y 9 de septiembre    | Gran Premio de Italia Circuito de Monza Longitud: 306,720 km Vueltas: 53 Ganador 2006: Michael Schumacher, Ferrari                       |                      | Libres 1        | Kimi Räikkönen  | Ganador           | Fernando Alonso |
| 13    | 7, 8 y 9 de septiembre    | Gran Premio de Italia Circuito de Monza Longitud: 306,720 km Vueltas: 53 Ganador 2006: Michael Schumacher, Ferrari                       | Libres 2             | Fernando Alonso | 2.do puesto     | Lewis Hamilton    |                 |
| 13    | 7, 8 y 9 de septiembre    | Gran Premio de Italia Circuito de Monza Longitud: 306,720 km Vueltas: 53 Ganador 2006: Michael Schumacher, Ferrari                       | Libres 3             | Fernando Alonso | 3.er puesto     | Kimi Räikkönen    |                 |
| 13    | 7, 8 y 9 de septiembre    | Gran Premio de Italia Circuito de Monza Longitud: 306,720 km Vueltas: 53 Ganador 2006: Michael Schumacher, Ferrari                       | Pole position        | Fernando Alonso | Vuelta rápida   | Fernando Alonso   |                 |
| 13    | 7, 8 y 9 de septiembre    | Gran Premio de Italia Circuito de Monza Longitud: 306,720 km Vueltas: 53 Ganador 2006: Michael Schumacher, Ferrari                       | Resultados completos |                 |                 |                   |                 |
| 14    | 14, 15 y 16 de septiembre | Gran Premio de Bélgica Circuito de Spa-Francorchamps Longitud: 308,238 km Vueltas: 44 Ganador 2006: No hubo                              |                      | Libres 1        | Kimi Räikkönen  | Ganador           | Kimi Räikkönen  |
| 14    | 14, 15 y 16 de septiembre | Gran Premio de Bélgica Circuito de Spa-Francorchamps Longitud: 308,238 km Vueltas: 44 Ganador 2006: No hubo                              | Libres 2             | Fernando Alonso | 2.do puesto     | Felipe Massa      |                 |
| 14    | 14, 15 y 16 de septiembre | Gran Premio de Bélgica Circuito de Spa-Francorchamps Longitud: 308,238 km Vueltas: 44 Ganador 2006: No hubo                              | Libres 3             | Kimi Räikkönen  | 3.er puesto     | Fernando Alonso   |                 |
| 14    | 14, 15 y 16 de septiembre | Gran Premio de Bélgica Circuito de Spa-Francorchamps Longitud: 308,238 km Vueltas: 44 Ganador 2006: No hubo                              | Pole position        | Kimi Räikkönen  | Vuelta rápida   | Felipe Massa      |                 |
| 14    | 14, 15 y 16 de septiembre | Gran Premio de Bélgica Circuito de Spa-Francorchamps Longitud: 308,238 km Vueltas: 44 Ganador 2006: No hubo                              | Resultados completos |                 |                 |                   |                 |
| 15    | 28, 29 y 30 de septiembre | Gran Premio de Japón Circuito de Fuji Longitud: 305,721 km Vueltas: 67 Ganador 2006: Fernando Alonso, Renault                            |                      | Libres 1        | Kimi Räikkönen  | Ganador           | Lewis Hamilton  |
| 15    | 28, 29 y 30 de septiembre | Gran Premio de Japón Circuito de Fuji Longitud: 305,721 km Vueltas: 67 Ganador 2006: Fernando Alonso, Renault                            | Libres 2             | Lewis Hamilton  | 2.do puesto     | Heikki Kovalainen |                 |
| 15    | 28, 29 y 30 de septiembre | Gran Premio de Japón Circuito de Fuji Longitud: 305,721 km Vueltas: 67 Ganador 2006: Fernando Alonso, Renault                            | Libres 3             | Alexander Wurz  | 3.er puesto     | Kimi Räikkönen    |                 |
| 15    | 28, 29 y 30 de septiembre | Gran Premio de Japón Circuito de Fuji Longitud: 305,721 km Vueltas: 67 Ganador 2006: Fernando Alonso, Renault                            | Pole position        | Lewis Hamilton  | Vuelta rápida   | Lewis Hamilton    |                 |
| 15    | 28, 29 y 30 de septiembre | Gran Premio de Japón Circuito de Fuji Longitud: 305,721 km Vueltas: 67 Ganador 2006: Fernando Alonso, Renault                            | Resultados completos |                 |                 |                   |                 |
| 16    | 5, 6 y 7 de octubre       | Gran Premio de China Circuito de Shanghái Longitud: 305,066 km Vueltas: 56 Ganador 2006: Michael Schumacher, Ferrari                     |                      | Libres 1        | Kimi Räikkönen  | Ganador           | Kimi Räikkönen  |
| 16    | 5, 6 y 7 de octubre       | Gran Premio de China Circuito de Shanghái Longitud: 305,066 km Vueltas: 56 Ganador 2006: Michael Schumacher, Ferrari                     | Libres 2             | Kimi Räikkönen  | 2.do puesto     | Fernando Alonso   |                 |
| 16    | 5, 6 y 7 de octubre       | Gran Premio de China Circuito de Shanghái Longitud: 305,066 km Vueltas: 56 Ganador 2006: Michael Schumacher, Ferrari                     | Libres 3             | Kimi Räikkönen  | 3.er puesto     | Felipe Massa      |                 |
| 16    | 5, 6 y 7 de octubre       | Gran Premio de China Circuito de Shanghái Longitud: 305,066 km Vueltas: 56 Ganador 2006: Michael Schumacher, Ferrari                     | Pole position        | Lewis Hamilton  | Vuelta rápida   | Felipe Massa      |                 |
| 16    | 5, 6 y 7 de octubre       | Gran Premio de China Circuito de Shanghái Longitud: 305,066 km Vueltas: 56 Ganador 2006: Michael Schumacher, Ferrari                     | Resultados completos |                 |                 |                   |                 |
| 17    | 19, 20 y 21 de octubre    | Gran Premio de Brasil Circuito de Interlagos Longitud: 305,909 km Vueltas: 71 Ganador 2006: Felipe Massa, Ferrari                        |                      | Libres 1        | Kimi Räikkönen  | Ganador           | Kimi Räikkönen  |
| 17    | 19, 20 y 21 de octubre    | Gran Premio de Brasil Circuito de Interlagos Longitud: 305,909 km Vueltas: 71 Ganador 2006: Felipe Massa, Ferrari                        | Libres 2             | Lewis Hamilton  | 2.do puesto     | Felipe Massa      |                 |
| 17    | 19, 20 y 21 de octubre    | Gran Premio de Brasil Circuito de Interlagos Longitud: 305,909 km Vueltas: 71 Ganador 2006: Felipe Massa, Ferrari                        | Libres 3             | Felipe Massa    | 3.er puesto     | Fernando Alonso   |                 |
| 17    | 19, 20 y 21 de octubre    | Gran Premio de Brasil Circuito de Interlagos Longitud: 305,909 km Vueltas: 71 Ganador 2006: Felipe Massa, Ferrari                        | Pole position        | Felipe Massa    | Vuelta rápida   | Kimi Räikkönen    |                 |
| 17    | 19, 20 y 21 de octubre    | Gran Premio de Brasil Circuito de Interlagos Longitud: 305,909 km Vueltas: 71 Ganador 2006: Felipe Massa, Ferrari                        | Resultados completos |                 |                 |                   |                 |

## Clasificaciones

### Puntuaciones
| Posición | 1.º | 2.º | 3.º | 4.º | 5.º | 6.º | 7.º | 8.º |
| Puntos   | 10  | 8   | 6   | 5   | 4   | 3   | 2   | 1   |

### Campeonato de Pilotos
| Pos. | Piloto               | AUS | MYS | BHR | ESP | MON | CAN | USA | FRA | GBR | EUR | HUN | TUR | ITA | BEL | JPN | CHN | BRA | Puntos |
| ---- | -------------------- | --- | --- | --- | --- | --- | --- | --- | --- | --- | --- | --- | --- | --- | --- | --- | --- | --- | ------ |
| 1    | Kimi Räikkönen       | 1   | 3   | 3   | Ret | 8   | 5   | 4   | 1   | 1   | Ret | 2   | 2   | 3   | 1   | 3   | 1   | 1   | 110    |
| 2    | Lewis Hamilton       | 3   | 2   | 2   | 2   | 2   | 1   | 1   | 3   | 3   | 9   | 1   | 5   | 2   | 4   | 1   | Ret | 7   | 109    |
| 3    | Fernando Alonso      | 2   | 1   | 5   | 3   | 1   | 7   | 2   | 7   | 2   | 1   | 4   | 3   | 1   | 3   | Ret | 2   | 3   | 109    |
| 4    | Felipe Massa         | 6   | 5   | 1   | 1   | 3   | DSQ | 3   | 2   | 5   | 2   | 13  | 1   | Ret | 2   | 6   | 3   | 2   | 94     |
| 5    | Nick Heidfeld        | 4   | 4   | 4   | Ret | 6   | 2   | Ret | 5   | 6   | 6   | 3   | 4   | 4   | 5   | 14  | 7   | 6   | 61     |
| 6    | Robert Kubica        | Ret | 18  | 6   | 4   | 5   | Ret |     | 4   | 4   | 7   | 5   | 8   | 5   | 9   | 7   | Ret | 5   | 39     |
| 7    | Heikki Kovalainen    | 10  | 8   | 9   | 7   | 13  | 4   | 5   | 15  | 7   | 8   | 8   | 6   | 7   | 8   | 2   | 9   | Ret | 30     |
| 8    | Giancarlo Fisichella | 5   | 6   | 8   | 9   | 4   | DSQ | 9   | 6   | 8   | 10  | 12  | 9   | 12  | Ret | 5   | 11  | Ret | 21     |
| 9    | Nico Rosberg         | 7   | Ret | 10  | 6   | 12  | 10  | 16  | 9   | 12  | Ret | 7   | 7   | 6   | 6   | Ret | 16  | 4   | 20     |
| 10   | David Coulthard      | Ret | Ret | Ret | 5   | 14  | Ret | Ret | 13  | 11  | 5   | 11  | 10  | Ret | Ret | 4   | 8   | 9   | 14     |
| 11   | Alexander Wurz       | Ret | 9   | 11  | Ret | 7   | 3   | 10  | 14  | 13  | 4   | 14  | 11  | 13  | Ret | Ret | 12  |     | 13     |
| 12   | Mark Webber          | 13  | 10  | Ret | Ret | Ret | 9   | 7   | 12  | Ret | 3   | 9   | Ret | 9   | 7   | Ret | 10  | Ret | 10     |
| 13   | Jarno Trulli         | 9   | 7   | 7   | Ret | 15  | Ret | 6   | Ret | Ret | 13  | 10  | 16  | 11  | 11  | 13  | 13  | 8   | 8      |
| 14   | Sebastian Vettel     |     |     |     |     |     |     | 8   |     |     |     | 16  | 19  | 18  | Ret | Ret | 4   | Ret | 6      |
| 15   | Jenson Button        | 15  | 12  | Ret | 12  | 11  | Ret | 12  | 8   | 10  | Ret | Ret | 13  | 8   | Ret | 11  | 5   | Ret | 6      |
| 16   | Ralf Schumacher      | 8   | 15  | 12  | Ret | 16  | 8   | Ret | 10  | Ret | Ret | 6   | 12  | 15  | 10  | Ret | Ret | 11  | 5      |
| 17   | Takuma Satō          | 12  | 13  | Ret | 8   | 17  | 6   | Ret | 16  | 14  | Ret | 15  | 18  | 16  | 15  | 15  | 14  | 12  | 4      |
| 18   | Vitantonio Liuzzi    | 14  | 17  | Ret | Ret | Ret | Ret | 17  | Ret | 16  | Ret | Ret | 15  | 17  | 12  | 9   | 6   | 13  | 3      |
| 19   | Adrian Sutil         | 17  | Ret | 15  | 13  | Ret | Ret | 14  | 17  | Ret | Ret | 17  | 21  | 19  | 14  | 8   | Ret | Ret | 1      |
| 20   | Rubens Barrichello   | 11  | 11  | 13  | 10  | 10  | 12  | Ret | 11  | 9   | 11  | 18  | 17  | 10  | 13  | 10  | 15  | Ret | 0      |
| 21   | Scott Speed          | Ret | 14  | Ret | Ret | 9   | Ret | 13  | Ret | Ret | Ret |     |     |     |     |     |     |     | 0      |
| 22   | Kazuki Nakajima      |     |     |     |     |     |     |     |     |     |     |     |     |     |     |     |     | 10  | 0      |
| 23   | Anthony Davidson     | 16  | 16  | 16  | 11  | 18  | 11  | 11  | Ret | Ret | 12  | Ret | 14  | 14  | 16  | Ret | Ret | 14  | 0      |
| 24   | Sakon Yamamoto       |     |     |     |     |     |     |     |     |     |     | Ret | 20  | 20  | 17  | 12  | 17  | Ret | 0      |
| 25   | Christijan Albers    | Ret | Ret | 14  | 14  | 19  | Ret | 15  | Ret | 15  |     |     |     |     |     |     |     |     | 0      |
| NC   | Markus Winkelhock    |     |     |     |     |     |     |     |     |     | Ret |     |     |     |     |     |     |     | 0      |
| Pos. | Piloto               | AUS | MYS | BHR | ESP | MON | CAN | USA | FRA | GBR | EUR | HUN | TUR | ITA | BEL | JPN | CHN | BRA | Puntos |

| Color      | Resultado                          |
| ---------- | ---------------------------------- |
| Oro        | Ganador                            |
| Plata      | 2.º puesto                         |
| Bronce     | 3.er puesto                        |
| Verde      | Finalizó en los puntos             |
| Azul       | Finalizó sin puntos                |
| Azul       | NC - No clasificado                |
| Violeta    | Ret - No terminó                   |
| Rojo       | DNQ - No se clasificó              |
| Rojo       | DNPQ - No se preclasificó          |
| Negro      | DSQ - Descalificado                |
| Blanco     | DNS - No empezó                    |
| Blanco     | WD - Retirado                      |
| Blanco     | C - Carrera cancelada              |
| Azul claro | TD - Entrenamientos libres (2003-) |
| Sin color  | DNP - Inscrito, pero no participó  |
| Sin color  | INJ - Inscrito, pero lesionado     |
| Sin color  | EX - Excluido                      |

| Estado  | Resultado                                                                             |
| ------- | ------------------------------------------------------------------------------------- |
| Negrita | Pole position                                                                         |
| Cursiva | Vuelta rápida                                                                         |
| 1-8     | Posiciones puntuables de clasificación sprint (2021-)                                 |
| †       | No acabó el Gran Premio, pero fue clasificado ya que completó el porcentaje necesario |
| ‡       | Monoplaza compartido                                                                  |
| ~       | Se otorgó la mitad de puntos ya que no se cumplió con el 75% de la carrera            |
| ≠       | No obtuvo puntos ya que era piloto invitado                                           |
| F2      | Inscrito para carrera de Fórmula 2, no sumaba puntos                                  |

Fuente: Fórmula 1.

### Estadísticas del Campeonato de Pilotos
| Pos. | Piloto               | Escudería             | Grandes Premios | Victorias | Podios | Poles | Vueltas rápidas | Puntos |
| ---- | -------------------- | --------------------- | --------------- | --------- | ------ | ----- | --------------- | ------ |
| 1    | Kimi Räikkönen       | Ferrari               | 17              | 6         | 12     | 3     | 6               | 110    |
| 2    | Lewis Hamilton       | McLaren               | 17              | 4         | 12     | 6     | 2               | 109    |
| 3    | Fernando Alonso      | McLaren               | 17              | 4         | 12     | 2     | 3               | 109    |
| 4    | Felipe Massa         | Ferrari               | 17              | 3         | 10     | 6     | 6               | 94     |
| 5    | Nick Heidfeld        | BMW Sauber            | 17              |           | 2      |       |                 | 61     |
| 6    | Robert Kubica        | BMW Sauber            | 16              |           |        |       |                 | 39     |
| 7    | Heikki Kovalainen    | Renault               | 17              |           | 1      |       |                 | 30     |
| 8    | Giancarlo Fisichella | Renault               | 17              |           |        |       |                 | 21     |
| 9    | Nico Rosberg         | Williams              | 17              |           |        |       |                 | 20     |
| 10   | David Coulthard      | Red Bull              | 17              |           |        |       |                 | 14     |
| 11   | Alexander Wurz       | Williams              | 16              |           | 1      |       |                 | 13     |
| 12   | Mark Webber          | Red Bull              | 17              |           | 1      |       |                 | 10     |
| 13   | Jarno Trulli         | Toyota                | 17              |           |        |       |                 | 8      |
| 14   | Sebastian Vettel     | Toro Rosso BMW Sauber | 8               |           |        |       |                 | 6      |
| 15   | Jenson Button        | Honda                 | 17              |           |        |       |                 | 6      |
| 16   | Ralf Schumacher      | Toyota                | 17              |           |        |       |                 | 5      |
| 17   | Takuma Satō          | Super Aguri           | 17              |           |        |       |                 | 4      |
| 18   | Vitantonio Liuzzi    | Toro Rosso            | 17              |           |        |       |                 | 3      |
| 19   | Adrian Sutil         | Spyker                | 17              |           |        |       |                 | 1      |
| 20   | Rubens Barrichello   | Honda                 | 17              |           |        |       |                 | 0      |
| 21   | Scott Speed          | Toro Rosso            | 10              |           |        |       |                 | 0      |
| 22   | Kazuki Nakajima      | Williams              | 1               |           |        |       |                 | 0      |
| 23   | Anthony Davidson     | Super Aguri           | 17              |           |        |       |                 | 0      |
| 24   | Sakon Yamamoto       | Spyker                | 7               |           |        |       |                 | 0      |
| 25   | Christijan Albers    | Spyker                | 9               |           |        |       |                 | 0      |
| NC   | Markus Winkelhock    | Spyker                | 1               |           |        |       |                 | 0      |

### Campeonato de Constructores
| Pos. | Constructor        | N.º | AUS | MYS | BHR | ESP | MON | CAN | USA | FRA | GBR | EUR | HUN | TUR | ITA | BEL | JPN | CHN | BRA | Puntos  |
| ---- | ------------------ | --- | --- | --- | --- | --- | --- | --- | --- | --- | --- | --- | --- | --- | --- | --- | --- | --- | --- | ------- |
| 1    | Ferrari            | 5   | 6   | 5   | 1   | 1   | 3   | DSQ | 3   | 2   | 5   | 2   | 13  | 1   | Ret | 2   | 6   | 3   | 2   | 204     |
| 1    | Ferrari            | 6   | 1   | 3   | 3   | Ret | 8   | 5   | 4   | 1   | 1   | Ret | 2   | 2   | 3   | 1   | 3   | 1   | 1   | 204     |
| 2    | BMW Sauber         | 9   | 4   | 4   | 4   | Ret | 6   | 2   | Ret | 5   | 6   | 6   | 3   | 4   | 4   | 5   | 14  | 7   | 6   | 101     |
| 2    | BMW Sauber         | 10  | Ret | 18  | 6   | 4   | 5   | Ret | 8   | 4   | 4   | 7   | 5   | 8   | 5   | 9   | 7   | Ret | 5   | 101     |
| 3    | Renault            | 3   | 5   | 6   | 8   | 9   | 4   | DSQ | 9   | 6   | 8   | 10  | 12  | 9   | 12  | Ret | 5   | 11  | Ret | 51      |
| 3    | Renault            | 4   | 10  | 8   | 9   | 7   | 13  | 4   | 5   | 15  | 7   | 8   | 8   | 6   | 7   | 8   | 2   | 9   | Ret | 51      |
| 4    | Williams-Toyota    | 16  | 7   | Ret | 10  | 6   | 12  | 10  | Ret | 9   | 12  | Ret | 7   | 7   | 6   | 6   | Ret | 16  | 4   | 33      |
| 4    | Williams-Toyota    | 17  | Ret | 9   | 11  | Ret | 7   | 3   | 10  | 14  | 13  | 4   | 14  | 11  | 13  | Ret | Ret | 12  | 10  | 33      |
| 5    | Red Bull-Renault   | 14  | Ret | Ret | Ret | 5   | 14  | Ret | Ret | 13  | 11  | 5   | 11  | 10  | Ret | Ret | 4   | 8   | 9   | 24      |
| 5    | Red Bull-Renault   | 15  | 13  | 10  | Ret | Ret | Ret | 9   | 7   | 12  | Ret | 3   | 9   | Ret | 9   | 7   | Ret | 10  | Ret | 24      |
| 6    | Toyota             | 11  | 8   | 15  | 12  | Ret | 16  | 8   | Ret | 10  | Ret | Ret | 6   | 12  | 15  | 10  | Ret | Ret | 11  | 13      |
| 6    | Toyota             | 12  | 9   | 7   | 7   | Ret | 15  | Ret | 6   | Ret | Ret | 13  | 10  | 16  | 11  | 11  | 13  | 13  | 8   | 13      |
| 7    | Toro Rosso-Ferrari | 18  | 14  | 17  | Ret | Ret | Ret | Ret | Ret | Ret | 16  | Ret | Ret | 15  | 17  | 12  | 9   | 6   | Ret | 8       |
| 7    | Toro Rosso-Ferrari | 19  | Ret | 14  | Ret | Ret | 9   | Ret | 13  | Ret | Ret | Ret | 16  | 19  | 18  | Ret | Ret | 4   | 13  | 8       |
| 8    | Honda              | 7   | 15  | 12  | Ret | 12  | 11  | Ret | 12  | 8   | 10  | Ret | Ret | 13  | 8   | Ret | 11  | 5   | Ret | 6       |
| 8    | Honda              | 8   | 11  | 11  | 13  | 10  | 10  | 12  | Ret | 11  | 9   | 11  | 18  | 17  | 10  | 13  | 10  | 15  | Ret | 6       |
| 9    | Super Aguri-Honda  | 22  | 12  | 13  | Ret | 8   | 17  | 6   | Ret | 16  | 14  | Ret | 15  | 18  | 16  | 15  | 15  | 14  | 12  | 4       |
| 9    | Super Aguri-Honda  | 23  | 16  | 16  | 16  | 11  | 18  | 11  | 11  | Ret | Ret | 12  | Ret | 14  | 14  | 16  | Ret | Ret | 14  | 4       |
| 10   | Spyker-Ferrari     | 20  | 17  | Ret | 15  | 13  | Ret | Ret | 15  | 17  | Ret | Ret | 17  | 21  | 19  | 14  | 8   | Ret | Ret | 1       |
| 10   | Spyker-Ferrari     | 21  | Ret | Ret | 14  | 14  | 19  | Ret | 14  | Ret | 15  | Ret | Ret | 20  | 20  | 17  | 12  | 17  | Ret | 1       |
| EX   | McLaren-Mercedes   | 1   | 2   | 1   | 5   | 3   | 1   | 7   | 2   | 7   | 2   | 1   | 4   | 3   | 1   | 3   | Ret | 2   | 3   | 0 (218) |
| EX   | McLaren-Mercedes   | 2   | 3   | 2   | 2   | 2   | 2   | 1   | 1   | 3   | 3   | 9   | 1   | 5   | 2   | 4   | 1   | Ret | 7   | 0 (218) |
| Pos. | Constructor        | N.º | AUS | MYS | BHR | ESP | MON | CAN | USA | FRA | GBR | EUR | HUN | TUR | ITA | BEL | JPN | CHN | BRA | Puntos  |

| Color      | Resultado                          |
| ---------- | ---------------------------------- |
| Oro        | Ganador                            |
| Plata      | 2.º puesto                         |
| Bronce     | 3.er puesto                        |
| Verde      | Finalizó en los puntos             |
| Azul       | Finalizó sin puntos                |
| Azul       | NC - No clasificado                |
| Violeta    | Ret - No terminó                   |
| Rojo       | DNQ - No se clasificó              |
| Rojo       | DNPQ - No se preclasificó          |
| Negro      | DSQ - Descalificado                |
| Blanco     | DNS - No empezó                    |
| Blanco     | WD - Retirado                      |
| Blanco     | C - Carrera cancelada              |
| Azul claro | TD - Entrenamientos libres (2003-) |
| Sin color  | DNP - Inscrito, pero no participó  |
| Sin color  | INJ - Inscrito, pero lesionado     |
| Sin color  | EX - Excluido                      |

| Estado  | Resultado                                                                             |
| ------- | ------------------------------------------------------------------------------------- |
| Negrita | Pole position                                                                         |
| Cursiva | Vuelta rápida                                                                         |
| 1-8     | Posiciones puntuables de clasificación sprint (2021-)                                 |
| †       | No acabó el Gran Premio, pero fue clasificado ya que completó el porcentaje necesario |
| ‡       | Monoplaza compartido                                                                  |
| ~       | Se otorgó la mitad de puntos ya que no se cumplió con el 75% de la carrera            |
| ≠       | No obtuvo puntos ya que era piloto invitado                                           |
| F2      | Inscrito para carrera de Fórmula 2, no sumaba puntos                                  |

### Estadísticas del Campeonato de Constructores
| Pos. | Constructor | Chasis | Motor    | Grandes Premios | Victorias | Podios | Poles | Vueltas rápidas | Vueltas lideradas | Puntos  |
| ---- | ----------- | ------ | -------- | --------------- | --------- | ------ | ----- | --------------- | ----------------- | ------- |
| 1    | Ferrari     | F2007  | Ferrari  | 17              | 9         | 22     | 9     | 12              | 512               | 204     |
| 2    | BMW Sauber  | F1.07  | BMW      | 17              |           | 2      |       |                 | 4                 | 101     |
| 3    | Renault     | R27    | Renault  | 17              |           | 1      |       |                 | 10                | 51      |
| 4    | Williams    | FW29   | Toyota   | 17              |           | 1      |       |                 |                   | 33      |
| 5    | Red Bull    | RB3    | Renault  | 17              |           | 1      |       |                 | 6                 | 24      |
| 6    | Toyota      | TF107  | Toyota   | 17              |           |        |       |                 |                   | 13      |
| 7    | Toro Rosso  | STR2   | Ferrari  | 17              |           |        |       |                 | 3                 | 8       |
| 8    | Honda       | RA107  | Honda    | 17              |           |        |       |                 |                   | 6       |
| 9    | Super Aguri | SA07   | Honda    | 17              |           |        |       |                 |                   | 4       |
| 10   | Spyker      | F8-VII | Ferrari  | 17              |           |        |       |                 | 6                 | 1       |
| EX   | McLaren     | MP4-22 | Mercedes | 17              | 8         | 24     | 8     | 5               | 524               | 0 (218) |